# Anna Siwkowa
Anna Witaljewna Siwkowa (ros. Анна Витальевна Сивкова; ur. 12 kwietnia 1982 w Moskwie) – rosyjska szpadzistka, drużynowa mistrzyni olimpijska, medalistka mistrzostw świata i Europy.
Podczas igrzysk olimpijskich w Atenach w 2004 roku Rosjanki w składzie: Karina Aznawurian, Tatjana Łogunowa, Anna Siwkowa i Oksana Jermakowa zwyciężyły drużynowo. W zawodach indywidualnych była dziewiętnasta. Brała też udział w igrzyskach olimpijskich w Londynie w 2012 roku, gdzie zajęła czwarte miejsce drużynowo i dziewiąte indywidualnie.
Na mistrzostwach świata w Nîmes w 2001 roku razem z Tatjaną Łogunową, Mariją Maziną i Tatjaną Fachrutdinową zdobyła złoty medal w turnieju drużynowym. Na rozgrywanych dwa lata później mistrzostwach świata w Hawanie zwyciężyła w zawodach drużynowych. Następnie zdobyła drużynowo srebrny medal podczas mistrzostw świata w Petersburgu w 2007 roku. Kolejne dwa medale zdobyła na mistrzostwach świata w Budapeszcie w 2013 roku. W zawodach indywidualnych była druga, przegrywając w finale z Julią Beljajevą z Estonii. Ponadto razem z Tatjaną Andriuszyną, Wiolettą Kołobową i Janą Zwieriewą zwyciężyła tam w zawodach drużynowych.
Wielokrotnie zdobywała także medale mistrzostw Europy, w tym złote drużynowo na mistrzostwach Europy w Bourges w 2003 roku, mistrzostwach Europy w Kopenhadze w 2004 roku, mistrzostwach Europy w Zalaegerszeg w 2005 roku i mistrzostwach Europy w Legnano w 2012 roku.